# CD Olímpic de Xátiva
CD Olímpic de Xàtiva is een Spaanse voetbalclub uit Xàtiva gelegen in Valenciaanse provincie. De club speelt in het stadion 'Campo de Futbol La Murta'. In het verleden heeft de club zich steeds tussen de hoogste regionale klasse en de Segunda División bewogen. In 2016 is de club gedegradeerd naar de Tercera División, waar het de twee volgende jaren niet uit heeft weten te klimmen.